# Eagleville (Missouri)
|  | Dieser Artikel wurde aufgrund von inhaltlichen Mängeln auf der Qualitätssicherungsseite des Projektes USA eingetragen. Hilf mit, die Qualität dieses Artikels auf ein akzeptables Niveau zu bringen, und beteilige dich an der Diskussion! Eine nähere Beschreibung der zu behebenden Mängel fehlt. |

Eagleville ist eine Town im Harrison County, im US-Bundesstaat Missouri. Das U.S. Census Bureau hat bei der Volkszählung 2020 eine Einwohnerzahl von 275 ermittelt.

## Demografie
Bei der Volkszählung im Jahr 2000 lebten in Eagleville insgesamt 321 Menschen in 143 Haushalten und 95 Familien. Die Bevölkerungsdichte beträgt 121,5 Einwohner/km². Die Größe des Dorfes beträgt laut United States Census Bureau 2,6 Quadratkilometer.